# Antoon De Clerck
Antoon De Clerck (Deinze, 15 februari 1923 – Aalter, 10 december 2001) was een Vlaamse kunstschilder. In de jaren 1970 was hij een van de vertegenwoordigers van het Belgische hyperrealisme.

## Biografie
Antoon De Clerck is de zoon van François Fréderic Joseph Isidoor De Clerck (1890-1969) en Elvira Marie Van de Walle (1885-1979). Zijn vader oefende het beroep uit van huisschilder en zijn moeder hield een winkel open van schilder-, schrijf- en tekenmateriaal te Deinze, waar het gezin woonde.

Schilderen is voor mij in de allereerste plaats een noodzaak, iets waartoe ik gedreven word. Het zich geestelijk en emotioneel uitdrukken met verf en penselen op een doek doe ik reeds vanaf mijn zeven jaar. Daarnaast spelen vele elementen een rol: vooreerst de plastische taal, de autonome belevenissen van kleur, verfstructuur, doek, enz. Ik voel me zowat een schilderende architect. Mogelijk heeft dat te maken met het feit dat ik binnenhuisarchitect ben. Dus naast het ordenende zoeken naar een dynamisch evenwicht, een geschakeerde harmonie, een samengaan der dingen in ruimte en tijd. Ook het esthetisch beleven is belangrijk, alhoewel een schilderij voor mij veel verder moet gaan dan het louter decoratieve. In de allereerste plaats wil ik ruimte en tijd zo kosmisch mogelijk vatten. Ik schilder de ruimte en breng er de dingen in. Een werkelijkheid die benaderd wordt zowel zintuiglijk als transcendentaal. Binnen het zintuiglijke manifesteert zich zowel het figuratieve als de geestelijke abstractie. Binnen het transcendentale gaat het over het tastbare en het ontastbare, het eindige als het oneindige, de leegte als het volle. De dingen in de Ruimte zijn er vooral omwille van hun Zijn, en niet zozeer omwille van hun accidentele gebeuren. Mijn werken willen in geen geval schokken, maar eerder een gevoel van rust, stilte, innigheid, poëzie brengen, een soort droom, hoe utopisch het ook lijkt in een wereld die veelal geteisterd wordt door agressie, geweld en chaos.
— Antoon De Clerck, juli 2001

In de zomer van 1943-1944 betrekken Antoon De Clerck en Roger Raveel een atelier boven de inrijpoort van de hoeve 't Overmeersch in Machelen-aan-de-Leie. Daar beïnvloeden ze elkaar, behandelen ze dezelfde thema's en tekenen en schilderen ze naar hetzelfde model. In 1946 leest Antoon De Clerck in een poëzieboek gedichten van Hugo Claus. Hij is zo diep getroffen door de verzen dat hij de 17-jarige opzoekt. De kennismaking heeft tot gevolg dat beiden een tijdlang samenwonen in een boerderijtje in Sint-Martens-Leerne. Antoon schildert er en Claus werkt er aan zijn eerste dichtbundel. In 1949 huwt Antoon De Clerck met Anna Botterman (1926-2012). Het echtpaar kreeg drie dochters: Anne-Marie (°1950), Marie-Christine (°1952) en Katelijn (°1961). In 1958 betrekt het gezin een door hemzelf ontworpen woning in Aalter.
Om zijn werk niet in onverdeeldheid achter te laten, besluit Antoon tot de oprichting van een vereniging zonder winstoogmerk. De statuten van de vzw Kunstpatrimonium Antoon De Clerck verschijnen midden oktober 1998 in het Belgisch Staatsblad. Op 10 december 2001 overlijdt Antoon De Clerck geheel onverwacht aan een hartaanval. Zijn laatste rustplaats bevindt zich op het kerkhof van Aalter.

## Opleiding en vorming
Het basisonderwijs en zijn humaniorastudie volgt hij aan het Sint-Hendrikscollege in Deinze. Van 1931 tot 1937 volgt hij ook les aan de Stedelijke Tekenschool en van 1937 tot 1943 krijgt hij een opleiding aan de Koninklijke Academie van Gent. Vooral de lessen schilderen naar levend model en etsen bij Jos Verdegem laten bij Antoon een indruk na en drukken hun stempel op vroeg werk.
Van 1947 tot 1951 is Antoon De Clerck directeur van de Stedelijke Tekenschool in Deinze. In 1949 wordt hij leraar plastische opvoeding aan de rijksmiddelbare scholen van Aalter, Tielt en Moerbeke-Waas. Vanaf 1953 krijgt hij een onderwijsopdracht in het Koninklijk Atheneum van Deinze. Deze functie vervult hij tot aan zijn oppensioenstelling in 1983.
In 1960 trekt Antoon De Clerck naar het Hoger Instituut voor Sierkunst (École nationale Supérieure des Arts Visuels) in Brussel, vandaag beter bekend als Ter Kameren of La Cambre. Henry Van de Velde (1863-1957) richtte de school op in 1926 en zette er de idealen van Bauhaus voort. De Clerck volgt er een drie jaar durende cursus typografie onder leiding van grafisch vormgever Lucien De Roeck (1915-2002). De keuze om op 37-jarige leeftijd een nieuwe, typografische opleiding te volgen is niet zo vreemd: het vormt een aanvulling op zijn eerdere studies van binnenhuisarchitectuur, sierkunsten en schilderkunst. In 1963 behaalt Antoon De Clerck zijn diploma met grootste onderscheiding.

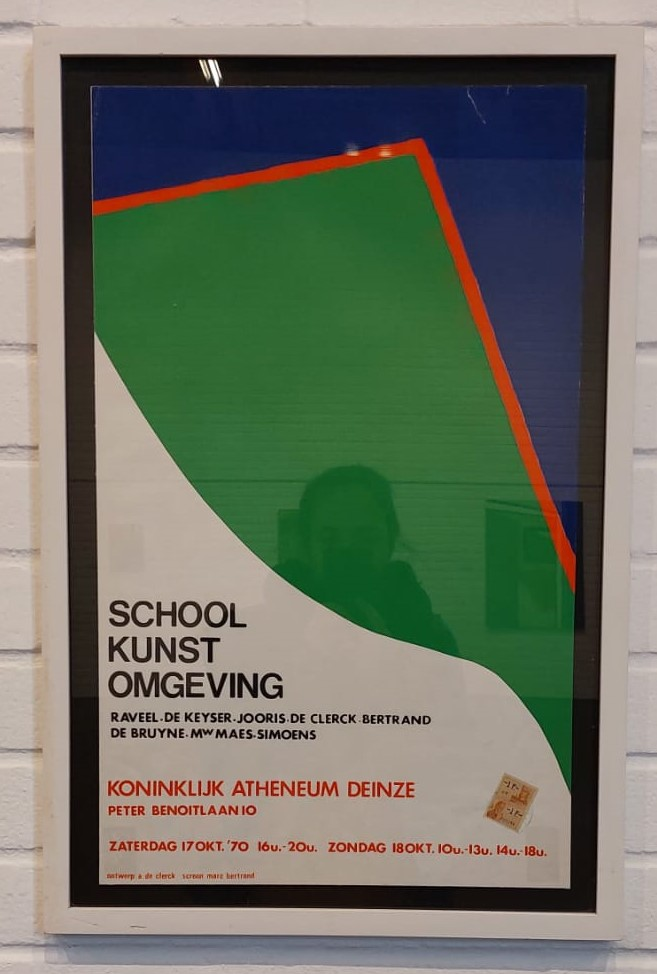
Affiche 'School Kunst Omgeving'

In de daaropvolgende jaren bereikt zijn kunnen als grafisch ontwerper een hoogtepunt. Hij combineert de opgedane vakkennis uit Ter Kameren met ideeën afkomstig uit zijn dichte omgeving. De Clerck bekeek zaken mathematisch waaruit volgde dat hij zijn eigen leefwereld en omgeving reduceerde tot bepaalde algoritmes.
In 1970 neemt Antoon het initiatief om in zijn school, het Koninklijk Atheneum in Deinze, de tentoonstelling School-Kunst-Omgeving te organiseren. De affiche voor deze tentoonstelling is ook een ontwerp van De Clerck. In het oeuvre van Antoon zit een positieve mindset. In zijn werken vindt hij het van cruciaal belang dat de wereld getoond wordt zoals deze is. Het gebruik van wit is een kenmerkende techniek in zijn schilderwerken, zowel wit gelaten als wit geschilderde delen. Wit als witregel, rust, stilte, of wanneer woorden er niet meer toe doen. Dit is het positief signaal die de werken uitstraalt. Alsook biedt het wit laten ruimte voor persoonlijke invulling van ieder kijker.

## Samenwerking

### Nieuwe Visie
Na de totstandkoming van de muurschilderingen in de keldergangen van het kasteel van Beervelde door een groep kunstenaars (Roger Raveel, Raoul De Keyser, Etienne Elias en Reinier Lucassen) in de periode 1966-1967, groeide het initiatief uit tot een gegeven in de hedendaagse kunstscene. Beervelde ligt aan de basis van de doorbraak van een nieuwe figuratieve kunststroming: de nieuwe figuratie ofwel de nieuwe visie.
In 1968 ontwerpt Antoon een catalogus voor het project van de beschildering van de keldergangen in het Kasteel van Beervelde.

### Dulciaproject
De nieuwe figuratie wordt bijgetreden door Antoon De Clerck en dichter Roland Jooris. In 1969 starten zij een tweede initiatief op: het Dulciaproject. Hiermee willen ze in Vlaanderen voor het eerst proberen om kunst binnen te brengen in de context van de industrie. In de breigoedfabriek Dulcia in Zottegem worden kunstwerken geïntegreerd, nadat de arbeiders via enquête hun voorkeuren op het gebied van kleur en thema uitspraken. De uitkomst van de rondvraag verwerken de kunstenaars in een gezamenlijk schilderij. Antoon verzorgt de grafische vormgeving van de publicatie die het project toelicht.

### Opdrachten
Antoon verzorgt ook een reeks opmerkelijke grafische ontwerpen voor groepsprojecten en individuele tentoonstellingen van de kunstenaars van de nieuwe visie, onder wie Roger Raveel en Raoul De Keyser.

## Ontwikkeling

### 1923 - 1946
Tijdens zijn opleidings- en debuutjaren van 1940 tot 1947 ontplooit zijn schilderkunst zich in de sfeer en geest van het Vlaams expressionisme. Hij laat zich niet alleen beïnvloeden door academieleraar Jos Verdegem, hij heeft ook bewondering voor het oeuvre van Jean Brusselmans (1884-1953). Opvallend daarbij is De Clercks aandacht voor de weergaven van de ruimte.

### 1947 - 1963
Antoon De Clerck werd in zijn prille jaren beschouwd als een opkomend talent binnen de moderne Belgische schilderkunst. Door de drukte met zijn onderwijsopdracht, zijn gezin, de bouw van zijn woning en ernstige gezondheidsproblemen is Antoon genoodzaakt om zijn teken- en schilderactiviteiten tijdelijk stop te zetten. In deze periode maakt hij alleen portretten en interieurschilderijen in opdracht.

### 1964 - 1970
Pas midden jaren 1960 hervat hij volop zijn werkzaamheden. Eerst als typografisch ontwerper en dan als schilder. Naast de beweegredenen van de nieuwe visie, werden rond 1970 ook beïnvloedingen zichtbaar van het hyperrealisme en het fotorealisme. Deze trends zijn van grote betekenis voor de ontwikkeling van zijn werkwijze.
Naast het hyperrealisme is er vanaf 1970 ook de opkomst van de Amerikaanse popart, de hard edge en de post-painterly abstraction. Deze genres dragen bij tot een verbreding van de thematiek en de compositie. Antoon pikt van deze zienswijzen een aantal zaken op. Zijn gedachtepatroon wordt daarbij gedirigeerd door structurele bekommernissen die hem vooral door het werk van Piet Mondriaan worden aangereikt. Ook de creaties van Roy Lichtenstein, Tom Wesselmann, Robert Morris, Ellsworth Kelly en Robert Indiana boeien hem. Elk van hen heeft een aandeel in de ontwikkeling van zijn beeldtaal, stijl en compositorische oplossingen.

### 1971 - 1982
De Clerck slaagt erin om aan de betekenis van de nieuwe picturale benadering (popart, hyperrealisme en fotorealisme) een eigen invulling te geven. Hij vindt een persoonlijke manier om dit uit te werken en schept een eigen stijl waarbij hij een 'visuele hygiëne' nastreeft. Hij ziet zijn schilderijen van dan af als een bijdrage tot 'de schepping van een visueel hygiënisch leefklimaat'. Zijn doeken zijn een aansluiting op de onmiddellijke omgeving, ook benadert hij die omgeving met eigentijdse inzichten en een andere mentaliteit. Onder de indruk van de technologische vooruitgang in de bruggen- en wegenbouw, de auto-industrie, de wijzigingen die zich manifesteren in het landschap. Via picturale taal wil hij voor iedereen een duidelijke werkelijkheid creëren.
Die creatie van een heldere, overzichtelijke beeldtaal met een herkenbare realiteit past in het integreren in een ruimere context van de communicatie welke de periode 1965-1975 kenmerkt. Zowel in de kunst als in de literatuur wordt de wens uitgesproken om de kloof met het publiek te dichten en de artistieke en literaire uitingen in de gemeenschap te integreren. De dichters van de nieuw-realistische richting organiseren poëziemarkten, ludieke straatmanifestaties, geven muurkrantjes uit, drukken hun gedichten en poëtische verzen op strooibiljetten en servetten. De kunstenaars pleiten voor de aanwezigheid of de integratie van hun werken op openbare plaatsen, in scholen, kantoren en fabrieken.
Vanaf 1969 heeft De Clerck een toenemende belangstelling om de realistische weergave van de dingen in de werkelijkheid op doek te vangen. Twee jaar later, en zeker na zijn bezoek aan Documenta V (1972) in Kassel, waar hij voor het eerst werk ziet van de Amerikaanse hyperrealisten, brengt hij zijn ideeën en opvattingen in de praktijk. In de daaropvolgende periode tast hij de grenzen van de werkelijkheidsbeleving zo ver mogelijk af. Via de registratie van karakteristieke eigentijdse beeldelementen brengt hij in zijn doeken een ode aan het dagelijkse leven in de wijk waar hij woont. Ook het atelier en het schildergerei, gesitueerd in een sfeervol interieur, vormen vanaf het midden van de jaren 1970 het onderwerp van menig schilderij. Vanuit zijn persoonlijke visie krijgen de dingen een surplus aan poëzie, geest, helderheid, zuiverheid en menselijkheid. De Clerck kadert als het ware zijn eigen omgeving. Tevens is er een tendens naar een grotere vergeestelijking die gepaard gaat met meer aandacht voor het transcendentale.

### 1983 - 1994
Vanaf zijn oppensioenstelling in 1983 komt er tijd vrij en is De Clerck niet meer uit zijn atelier weg te slaan. Hij kent een opmerkelijk late nabloei. In de jaren 1980 balanceert zijn werk heen en weer tussen een intimistische sfeer met tedere kleuren waarin hogere waarden naar voren komen en een gevoelsmatige en expressieve schilderwijze met de nadruk op een manuele en plastische benadering.
Vanaf 1988 dringt steeds sterker een vergeestelijkt klimaat door waarin de geborgenheid van zijn schildergerei, planten en bloemen, deuren en ramen centraal staan. De werken krijgen een meer complexe opbouw, de nabije omgeving wordt gevangen in een ruimtelijk concept met inzichten, uitzichten en doorzichten, en de trend naar een grotere abstrahering beklemtoont meer dan ooit de kosmische dimensie. De geometrie in zijn werk treft ook het ruimteaspect; het licht en de leegte componenten maken deel uit van de voorstelling. Hij blijft echter trouw aan zijn opvatting van 'kunst als visuele hygiëne' en werkt zijn picturale ideeën consequent uit in reeksen.

### 1995 - 2001
In de periode 1995-1997 realiseert hij de reeks Highlights in de schilderkunst van de 20ste eeuw. Hierbij zijn ruimte en licht van belang en legt hij zijn kunstvisie vast. In 1998-1999 zoekt Antoon het dichter bij huis. Hij raakt geboeid door het fenomeen van de verkavelingen. Los van elkaar staande huizen in woonwijken is typisch Vlaams dat het landschap in enkele decennia aantastte. Door het venster van zijn atelier ziet hij zo'n verkaveling ontstaan. De reeks schilderijen Omtrent verkavelingen zijn de woningen aanvankelijk figuratief. Geleidelijk aan verfijnt het kunstwerk tot het bijna abstract is.
In mei 2000 ontdekt hij de bouwkunst van de Mexicaanse architect Luis Barragán (1902-1988) waarbij hij zijn interesse voor architectuur, terugvindt. De architecturale werken van Barragán illustreren wat Antoon probeert vorm te geven of uit te drukken in zijn schilderijen; de verbinding tussen mens en natuur, mens en omgeving en hoe de mens invloed heeft op de natuur. De Clerck herkent meteen een kunstzinnige band met Barragán. Enerzijds de integratie van natuur en architectuur, anderzijds als muralist. Beiden hebben ook raakvlakken in de vorm van contemplatie, sereniteit, stilte, intimiteit, compositie. Met andere woorden: visuele hygiëne. Zo is de cirkel rond en het oeuvre voltooid.

## Exposities

### Hyperrealisme in België - 1973

#### Expositie in het Museum voor Schone Kunsten in Gent.
Het werk van zeven schilders – Antoon De Clerck, Guy Degobert, Pierre Lahaut, Marcel Maeyer, Roger Nellens, Max Selen en Roger Wittevrongel – werd er tentoongesteld.

### Intimi 02/03/2013 - 16/03/2013

#### Expo van Roger Raveel & Antoon De Clerck in Puurs
De roem van kunstschilder Roger Raveel is groot in de wereld van het hedendaags kunstgebeuren. Kunstschilder Antoon de Clerck is minder gekend. Ondanks de verschillen tussen de twee kunstenaar, zoals karakter en temperament, hebben ze gedurende heel hun dynamisch leven een grote appreciatie voor elkaar en zijn ze kunstbroeders. Deze tentoonstelling, Intimi, was dan ook een eerbetoon.

### Pop art in Belgium 15/10/2015 - 14/02/2016

#### Expo in Brussel met onder meer werken van Antoon De Clerck van de jaren '60 & '70
De opkomst van de pop-golf die tijdens de sixties Europa binnenkwam, drong door in de wereld van de Belgische kunst. Een expositie waarin voor de eerste keer legendarische kunst van wereldwijd bekende popartsterren (Warhol, Lichtenstein, Rosenquist …) te zien zal zijn naast werken van Belgische kunstenaars uit deze periode (Pol Mara, Antoon De Clerck, Panamarenko …).

### Visuele hygiëne 7/10/2023 - 21/01/2024

#### Tentoonstelling van Antoon De Clerck in Deinze
In het Belgische landschap van de 20ste-eeuwse schilderkunst is Antoon De Clerck (1923-2001) een opmerkelijk figuur. Het Museum van Deinze en de Leiestreek (Mudel) eert Deinzenaar De Clerck 100 jaar na zijn geboorte, Mudel brengt de retrospectieve tentoonstelling 'Visuele hygiëne'. Samen met vzw Kunstpatrimonium Antoon De Clerck wordt een tentoonstelling op poten gezet die alle episodes omvat alsook zijn rol binnen de Belgische kunstgeschiedenis duidt. Hij koos ervoor om in zijn schilderijen bepaalde elementen bewust leeg te laten, waardoor de suggestieve kracht van de open ruimte groter werd dan hetgeen wat afgebeeld was. Het toeval of het atmosferische worden tot een minimum herleid en alles wordt in functie gesteld van de totale mentaliteit van het schilderij. Zijn schilderijen vormen hierdoor een soort van hygiëne voor het oog.

## Werken

### Werk in privécollecties
De meeste van Antoon De Clerck zijn schilderijen bevinden zich in privécollecties, zowel particulier als bankinstellingen.

### Werk in openbare collecties
Schilderijen van Antoon De Clerck te zien in museale collecties:
- Stedelijk Museum voor Actuele Kunst, Gent
- Provinciaal Museum voor Moderne Kunst, Oostende
- Museum voor Schone Kunsten, Oostende
- Provinciaal Museum voor Schone Kunsten, Hasselt

- Museum van Deinze en de Leiestreek, Deinze

## Liefhebbers aan het woord
"De werken van de verkavelingen spreken mij het meest aan in het werk van Antoon De Clerck. De zichten vanuit zijn atelier op zijn dichte omgeving getuigen op een beklemmende toon van de afstand die zich gecreëerd heeft tussen de buitenwereld en de binnenwereld. In zijn composities slaagt hij erin figuratie en abstractie te verenigen terwijl de huisgevels links en rechts wegschieten en de beeldoppervlakte voor altijd genadeloos versnipperen. De alerte blik van de toeschouwer, zijn bekommernis voor ons landschap, de invloed van architectuur op onze kwetsbare ruimtelijke samenleving maken van hem een zeer actuele en tijdloze schilder." (Tina Gillen)
"Antoon heeft de publicatie van het boekje Hommage aan Luis Barragàn niet meer mogen meemaken. Een uur voor zijn begrafenis mocht ik vijf afgewerkte exemplaren bij de drukker ophalen. 1 ervan heb ik op zijn kist gelegd. Als dankbaarheid voor de mooie samenwerking, als eerbied voor een humaan en te bescheiden kunstenaar van wie ik in korte tijd veel mocht leren, tevens als een soort ultieme verbondenheid." (Jan Van Herreweghe)
"In voorbereiding van de expo De kunstenaar zal aanwezig zijn in 2015 in Voorkamer Lier bracht ik een bezoek aan een familielid van Antoon. Ik had toen de mogelijkheid om privé en in alle rust tal van voorbereidende tekeningen, schetsen en aquarellen van Antoon te bekijken. Ze ontroerden me in hun mooie gebricoleerde directheid als stille bewijzen van de ontwikkeling van enkele van zijn schilderijen. Deze werkschetsen waren vermoedelijk nooit bedoeld om publiekelijk getoond te worden en misschien leken ze me daarom in hun authenticiteit des te mooier. Antoon noteerde soms op de achterzijde van deze schetsen de begin- en afwerkdatum van het schilderen en de naam van de nieuwe eigenaar of koper. Waar ze aanvankelijk als voorstudies golden, functioneerden ze tevens ook als afsluiting of in memoriam van een schilderij." (Rik De Boe)

## Afbeeldingen

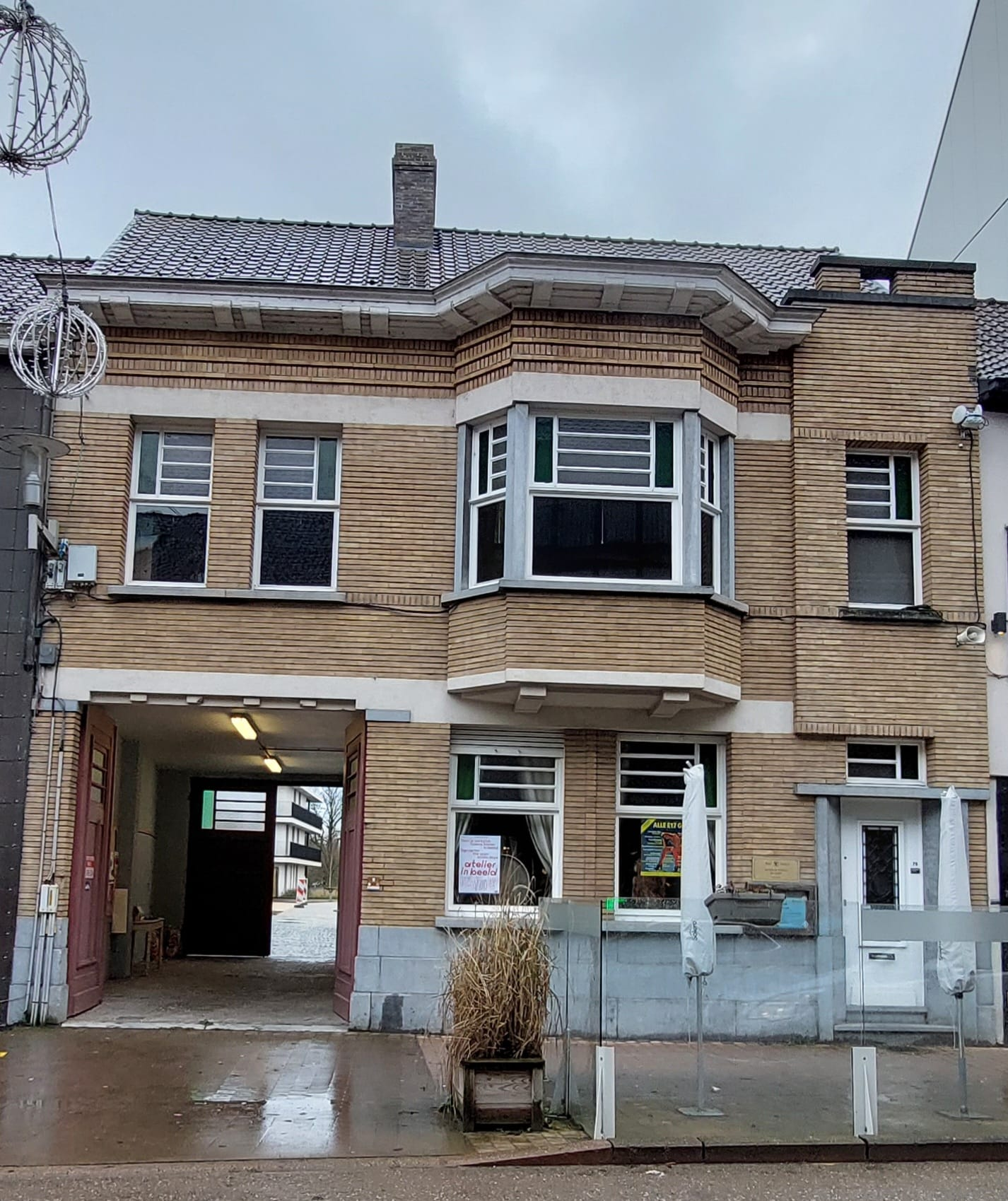
Ouderlijk huis van Antoon De Clerck in Deinze
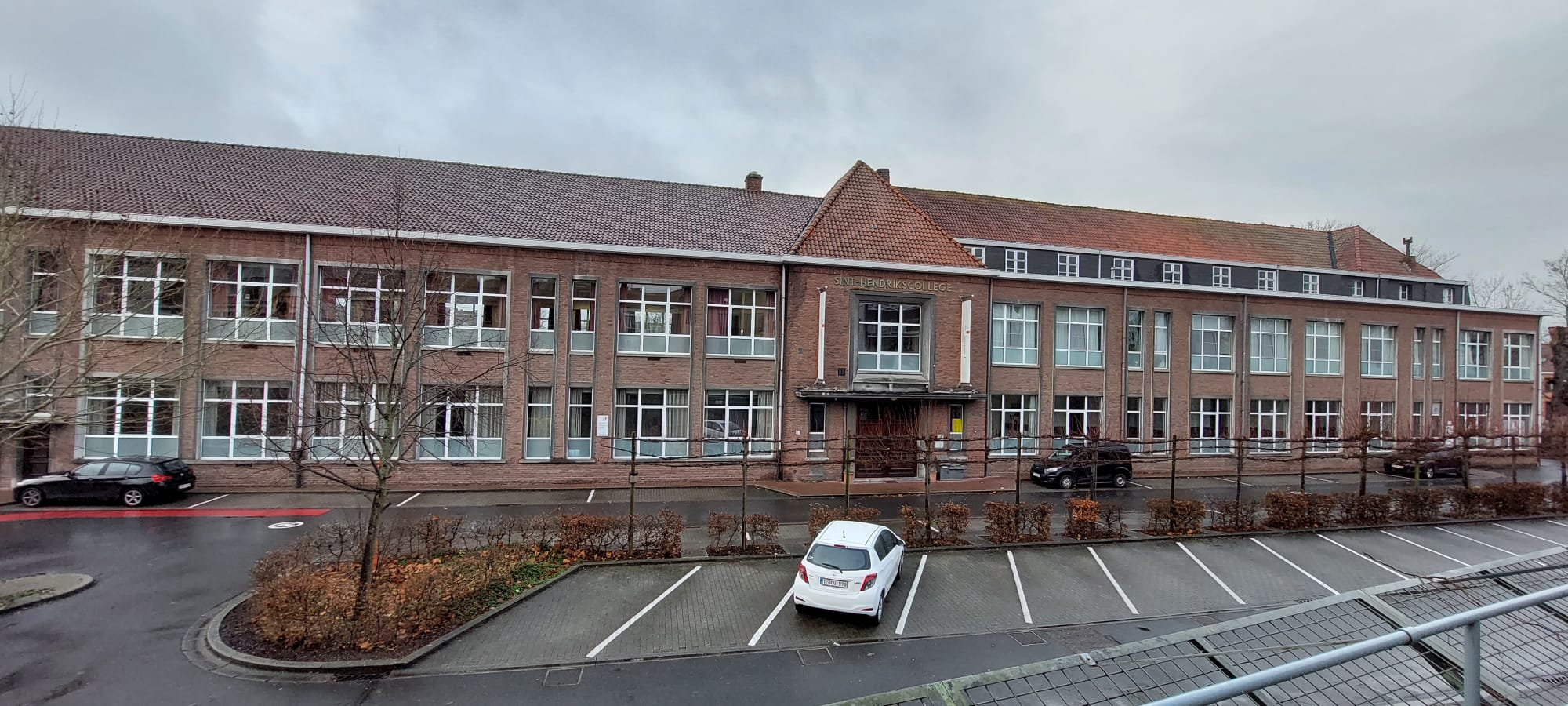
Sint Hendrikscollege Deinze
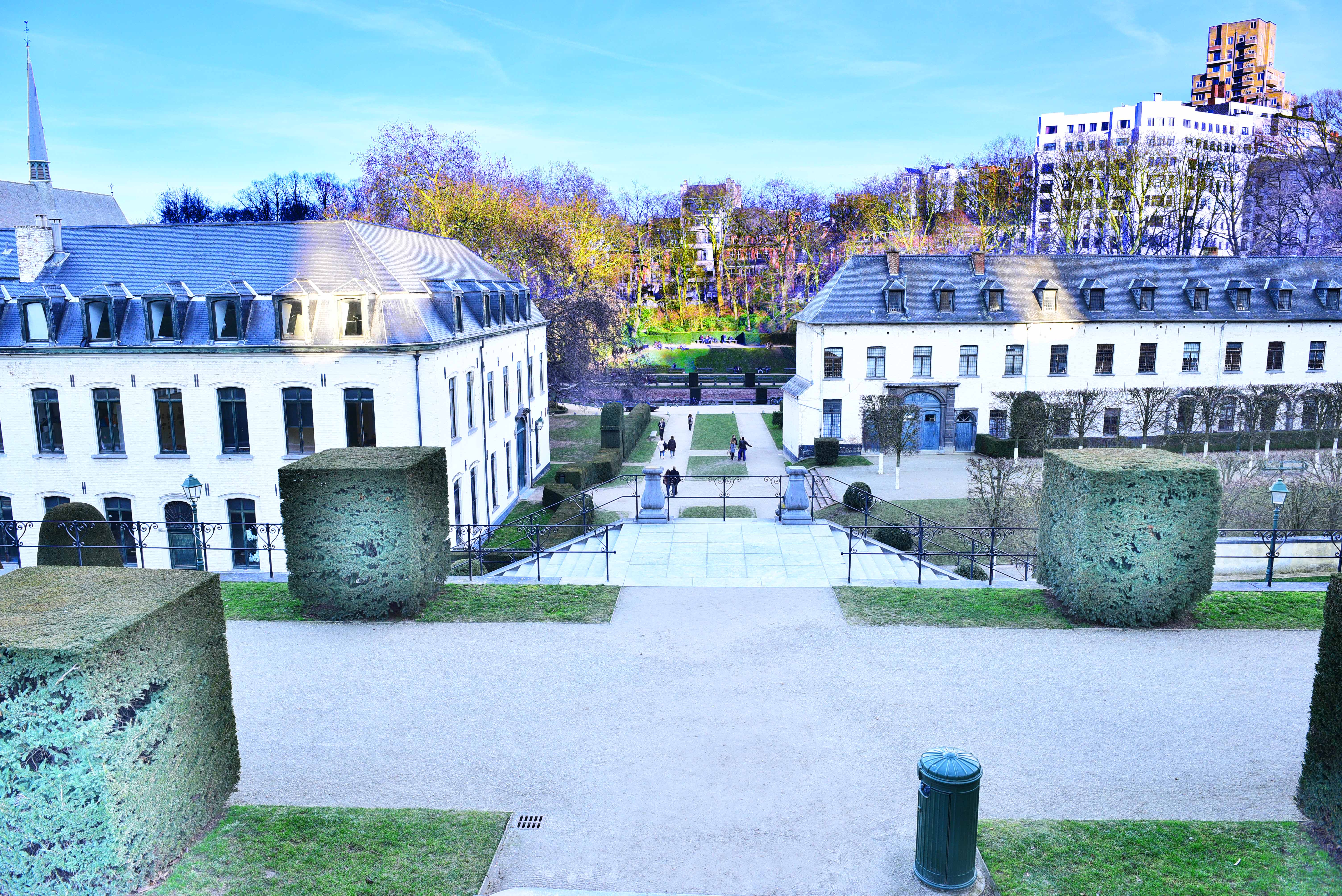
École nationale Supérieure des Arts Visuels in Brussel (tegenwoordig; Ter Kameren of La Cambre)
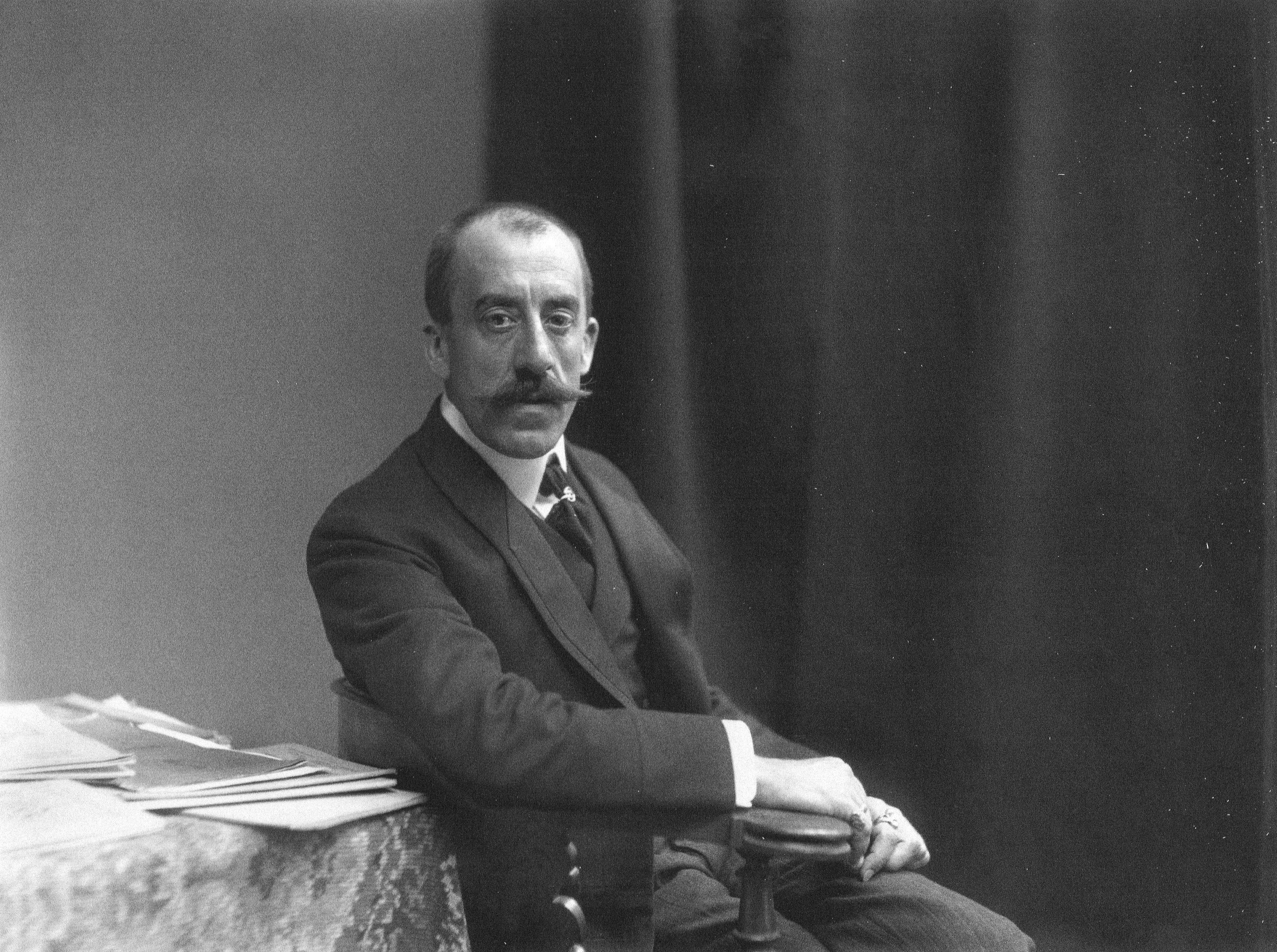
Henry Van de Velde - oprichter ENSAV
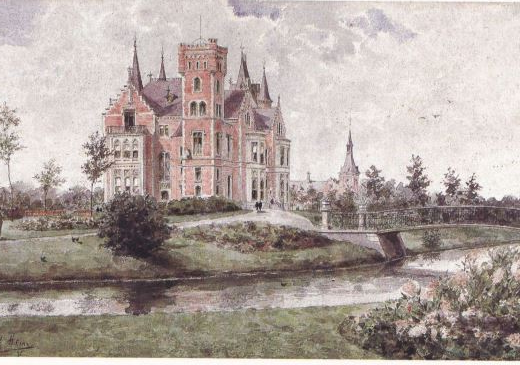
Kasteel van Beervelde
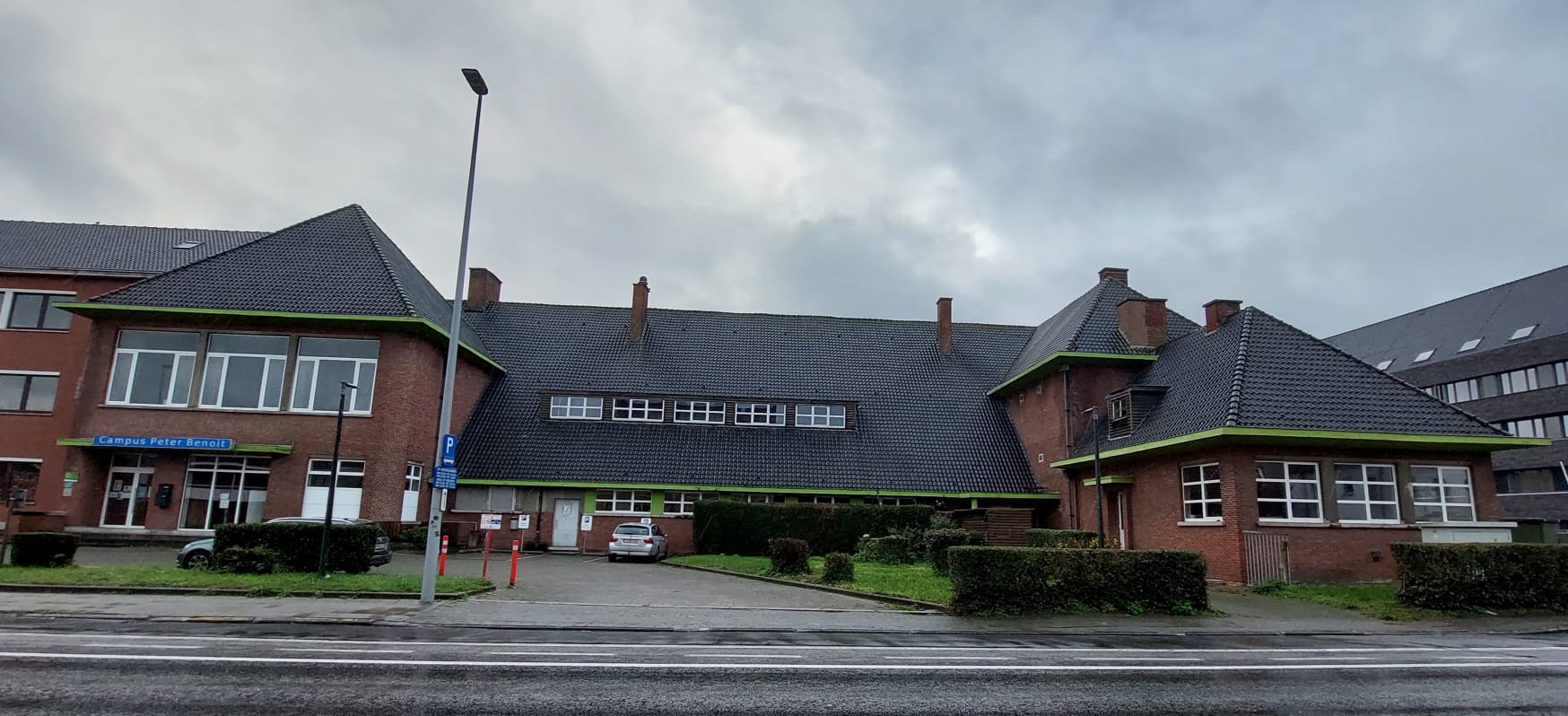
Koninklijk Atheneum Deinze
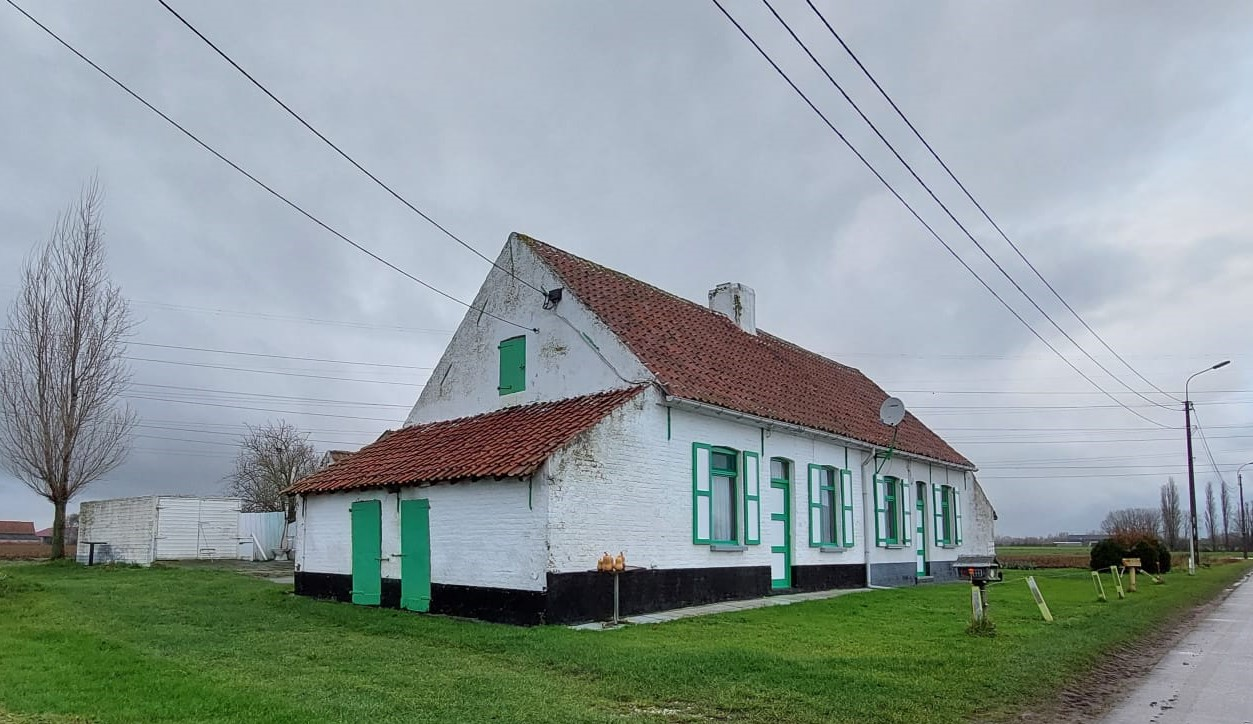
Hoeve 't Overmeersch in Machelen aan de Leie
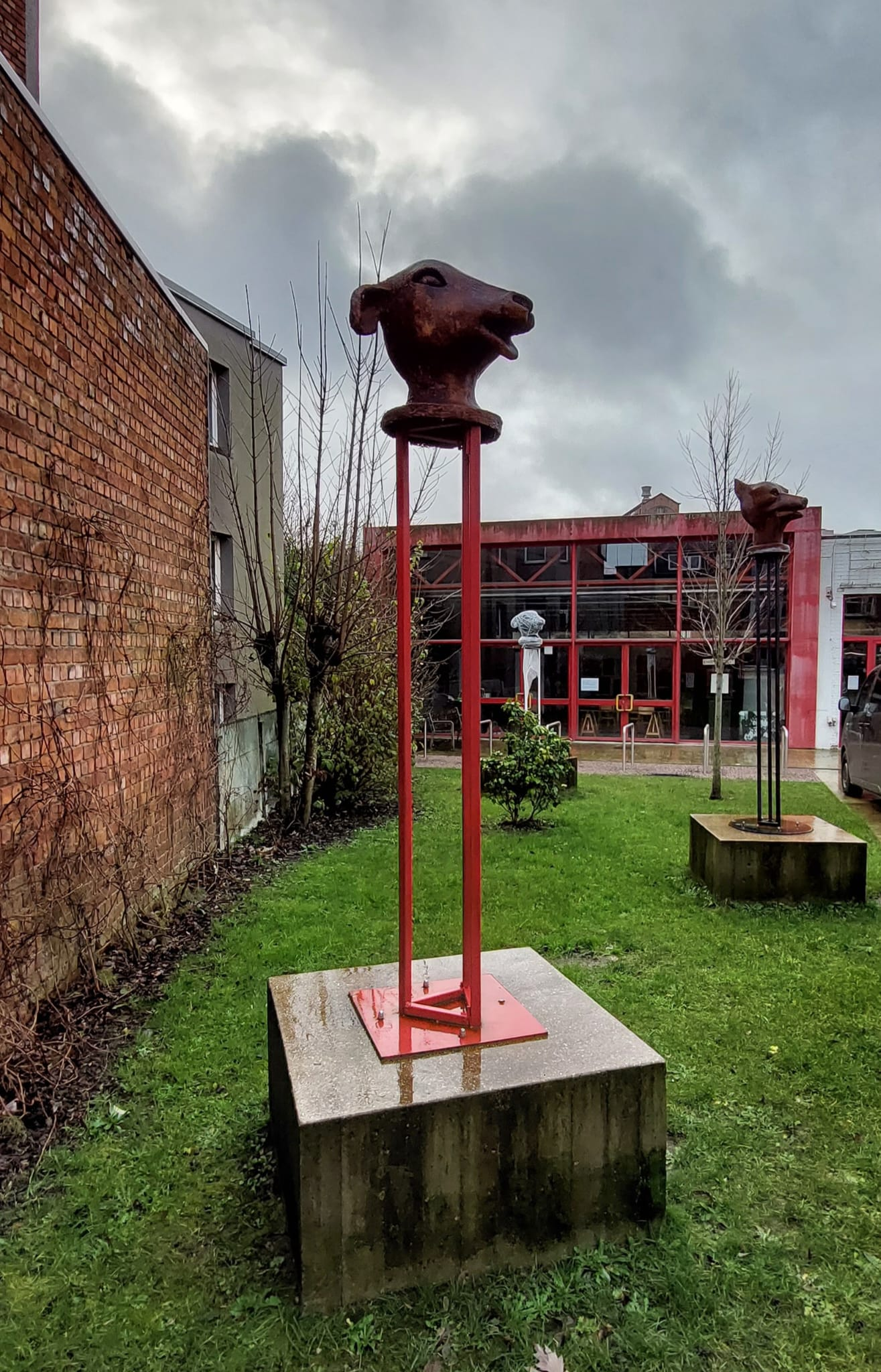
Stedelijke tekenschool Deinze